# Heliophanus cuspidatus
Heliophanus cuspidatus är en spindelart som beskrevs av Xiao X. 2000. Heliophanus cuspidatus ingår i släktet Heliophanus och familjen hoppspindlar. Inga underarter finns listade i Catalogue of Life.